# Orland Kurtenbach
Orland John Kurtenbach (* 7. September 1936 in Cudworth, Saskatchewan) ist ein ehemaliger kanadischer Eishockeyspieler und -trainer. Der Center bestritt zwischen 1961 und 1974 unter anderem über 600 Partien für die New York Rangers, Boston Bruins, Toronto Maple Leafs und Vancouver Canucks in der National Hockey League. Seine Laufbahn ist insbesondere mit den Canucks verbunden, für die er bereits in der Western Hockey League auf dem Eis stand, die er als erster NHL-Kapitän anführte und die er nach seiner aktiven Karriere als Cheftrainer betreute.

## Karriere

### Als Spieler

#### Anfänge
Orland Kurtenbach verbrachte seine Juniorenkarriere bei den Prince Albert Mintos in der Saskatchewan Junior Hockey League, der zu diesem Zeitpunkt höchsten Nachwuchsliga seiner Heimatprovinz. Für das Team lief er zwischen 1953 und 1957 auf, wobei er 1956 und 1957 leihweise mit den Flin Flon Bombers am Memorial Cup teilnahm und die Trophäe 1957 gewann. Parallel dazu sammelte er im Trikot der Saskatoon Quakers in der Western Hockey League (WHL) erste Profierfahrung. Zur Saison 1957/58 wechselte der Angreifer fest in die WHL und lief dabei erstmals für die Vancouver Canucks auf, für die er in 52 Spielen 54 Scorerpunkte verzeichnete und daher als Rookie des Jahres der Coast Division ausgezeichnet wurde. Das Folgejahr verbrachte er in der American Hockey League (AHL) bei den Buffalo Bisons, kehrte jedoch anschließend, neben weiteren AHL-Einsätzen für die Springfield Indians, zu den Vancouver Canucks zurück. Mit dem Team aus dem pazifischen Nordwesten gewann der Kanadier anschließend die WHL-Playoffs des Jahres 1960 um den Lester Patrick Cup. Darüber hinaus hatte er bereits im Februar und März 1961 seine ersten zehn Partien für die New York Rangers in der National Hockey League (NHL) bestritten.

#### NHL
Im Juni 1961 wurde Kurtenbach über den NHL Intra-League Draft von den Boston Bruins verpflichtet, die ihn jedoch hauptsächlich bei ihrem AHL-Farmteam einsetzten, den Providence Reds. Nach einem Jahr in Boston kehrte er in die WHL zurück, als er samt Eddie Panagabko an die San Francisco Seals abgegeben wurde, während die Bruins Larry McNabb und eine finanzielle Gegenleistung erhielten. Mit den Seals gewann der Center in der Spielzeit 1962/63 seinen zweiten Lester Patrick Cup, während er 87 Punkte in 70 Spielen verzeichnete und anschließend für eine finanzielle Gegenleistung erneut von den Boston Bruins verpflichtet wurde. Im zweiten Anlauf etablierte er sich in deren NHL-Aufgebot und wurde dabei vorrangig in einer Angriffsreihe mit Dean Prentice und Andy Hebenton eingesetzt. Mitsamt Hebenton und Pat Stapleton schickten ihn die Bruins schließlich im Juni 1965 zu den Toronto Maple Leafs, die im Gegenzug Ron Stewart nach Boston transferierten.
Nach einer Saison in Toronto kehrte Kurtenbach im Juni 1966 über den Intra-League Draft zu den New York Rangers zurück, bei denen er in den folgenden vier Jahren abermals als regelmäßiger Scorer in Erscheinung trat und jeweils nur kurzzeitig bei den Buffalo Bisons sowie den Omaha Knights aus der Central Hockey League eingesetzt wurde. Als die Vancouver Canucks zur Saison 1970/71 der NHL beitraten, nutzten diese den NHL Expansion Draft 1970, um den Mittelstürmer ein weiteres Mal zu verpflichten. Bei den Canucks übernahm er prompt das Amt des Mannschaftskapitäns und erzielte in der Spielzeit 1971/72 mit 61 Punkten seinen Karriere-Bestwert in der NHL. Im gleichen Jahr ehrte man ihn für sein gesellschaftliches Engagement mit dem Charlie Conacher Humanitarian Award. Nach der Saison 1973/74 verkündete Kurtenbach das Ende seiner aktiven Laufbahn, in der er insgesamt 659 NHL-Partien bestritten und dabei 338 Scorerpunkte verzeichnet hatte. Hinzu kamen über 200 WHL-Spiele, wobei er seine Karriere in dieser Liga mit einem Punkteschnitt von über 1,0 beendete.

### Als Trainer
Direkt nach seiner aktiven Karriere begann Kurtenbach seine Trainerlaufbahn zur Saison 1974/75 bei den Seattle Totems in der CHL. Nach einem Jahr wechselte er innerhalb der Liga zu den Tulsa Oilers, als deren Cheftrainer er 1976 die Jake Milford Trophy als Trainer des Jahres der CHL erhielt. Diese Position hatte er bis Dezember 1976 inne, als er zu den Vancouver Canucks zurückkehrte und dort die Nachfolge des entlassenen Phil Maloney antrat. Kurtenbach betreute die Canucks eineinhalb Spielzeiten lang, wobei er mit dem Team die Playoffs jeweils verpasste und nach der Saison 1977/78 durch Harry Neale ersetzt wurde. Anschließend folgte eine längere Unterbrechung, bevor er in der Spielzeit 1982/83 die Springfield Indians aus der AHL übernahm, dort allerdings auch nur ein Jahr tätig war. In der Folge betreute er zwischen 1986 und 1990 noch zweimal die Richmond Sockeyes aus einer regionalen Juniorenliga in British Columbia, ehe er sich endgültig aus dem Eishockeysport zurückzog.

## Erfolge und Auszeichnungen
| - 1957 Memorial-Cup-Gewinn mit den Flin Flon Bombers - 1958 WHL-Rookie des Jahres (Coast Division) - 1960 Lester-Patrick-Cup-Gewinn mit den Vancouver Canucks | - 1963 Lester-Patrick-Cup-Gewinn mit den San Francisco Seals - 1972 Charlie Conacher Humanitarian Award - 1976 Jake Milford Trophy (CHL-Trainer des Jahres) |

## Karrierestatistik
(Legende zur Spielerstatistik: Sp oder GP = absolvierte Spiele; T oder G = erzielte Tore; V oder A = erzielte Assists; Pkt oder Pts = erzielte Scorerpunkte; SM oder PIM = erhaltene Strafminuten; +/− = Plus/Minus-Bilanz; PP = erzielte Überzahltore; SH = erzielte Unterzahltore; GW = erzielte Siegtore; 1 Play-downs/Relegation; Kursiv: Statistik nicht vollständig)

### NHL-Trainerstatistik
(Legende zur Trainerstatistik: Sp oder GC = Spiele insgesamt; W oder S = erzielte Siege; L oder N = erzielte Niederlagen; T oder U = erzielte Unentschieden; OTL oder OTN = erzielte Niederlagen nach Overtime oder Shootout; Pts oder Pkt = erzielte Punkte; Pts% oder Pkt% = Punktquote; Win% = Siegquote; Resultat = erreichte Runde in den Play-offs)